# پل ۲۵۷
پل ۲۵۷-تیر۱۰ مربوط به دوره پهلوی اول است و در شهرستان سوادکوه، حد فاصل ایستگاه‌های‌ سوادکوه‌ و سرخ آباد واقع شده و این اثر در تاریخ ۲۲ مرداد ۱۳۸۴ با شمارهٔ ثبت ۱۳۰۹۹ به‌عنوان یکی از آثار ملی ایران به ثبت رسیده است.